# Bror (TV-serie)
Bror är en svensk ungdoms- och dramaserie som hade premiär på SVT Play den 19 augusti 2022. Första säsongen består av tio avsnitt. Andra säsongen också den bestående av tio avsnitt hade premiär på SVT Play den 28 februari 2024.

## Handling
Serien kretsar kring de fyra vännerna Zacke, Amir, Basse och Noah. På vägen hem från en fest bryter de sig in i ett ödehus där de hittar 200 000 kronor. Kommer de lyckas komma överens eller kommer pengarna påverka deras vänskap?

## Rollista (i urval)
- Mio Linnér Edman – Zacke
- Kian Razmi – Amir
- Anton Annerfeldt – Noah
- Enzo Tonning – Basse
- Ella Rappich – Jackie
- Sophia Martinsson
- Dia Jovanovich
- Håkan Bengtsson
- Anja Lek Paulsson
- Hans Synnestved Jensen
- Johannes Lindkvist